# Tombeau de Théodoric (Poix)
Le tumulus de Poix, dans le département de la Marne, est classé  monument historique par arrêté du 3 avril 1963.

## Histoire
Ce tumulus fit partie des enjeux pour la localisation de la bataille des champs Catalauniques (451), Napoléon III y fit effectuer des fouilles qui suivaient celles de 1840 ; aucune trace archéologique ne permet actuellement de trancher en ce sens.

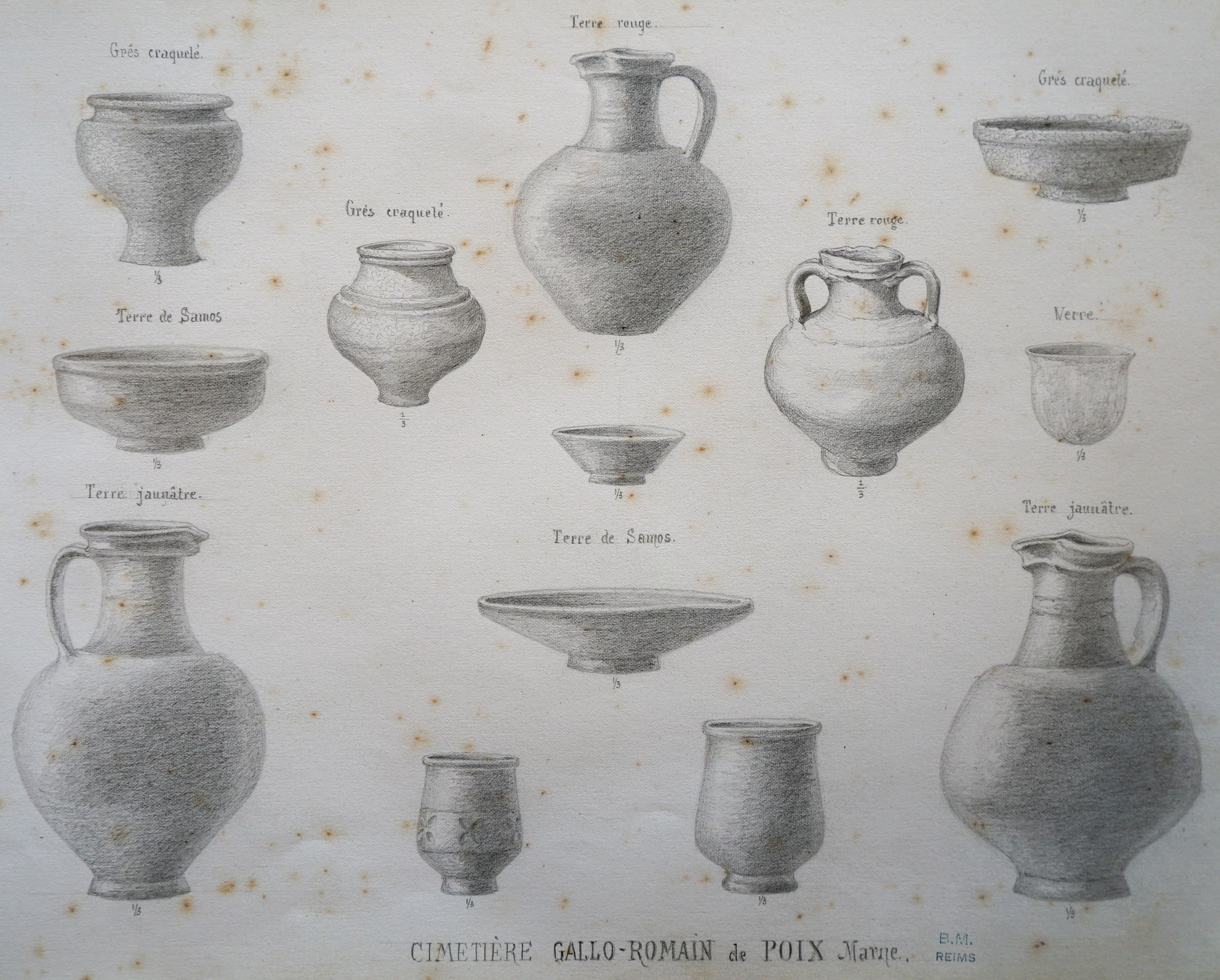
Dessin d'émile Gastebois sur des fouilles de Morel, bibliothèque Carnegie (Reims).

Il est de 70 m de longueur pour 10 m d'élévation. Il a été fouillé en 1811, puis en 1840 puis par le génie sous Napoléon III ; la butte a été aplanie en 1844 par le propriétaire de l'époque.